# Saint-Jean-Lagineste
 Saint-Jean-Lagineste  es una población y comuna francesa, en la región de Occitania, departamento de Lot, en el distrito de Figeac y cantón de Saint-Céré.

## Demografía
| 290 | 271 | 248 | 237 | 260 | 249 |
| Para los censos de 1962 a 1999 la población legal corresponde a la población sin duplicidades (Fuente: INSEE [Consultar]) |     |     |     |     |     |